# Hypoderma bovis
 (janvier 2025).
 (janvier 2025).
Varron, Œstre du bœuf, Hypoderme du bœuf, Hypoderme rayé
Espèce
Hypoderma bovis, le Varron, l’Œstre du bœuf, l'Hypoderme du bœuf ou Hypoderme rayé, est une espèce de diptères de la famille des Oestridae. Ses larves se développent sous la peau des bovins, causant la maladie de l'hypodermose bovine, ou maladie du varron, également causée par Hypoderma lineatum.

## Description

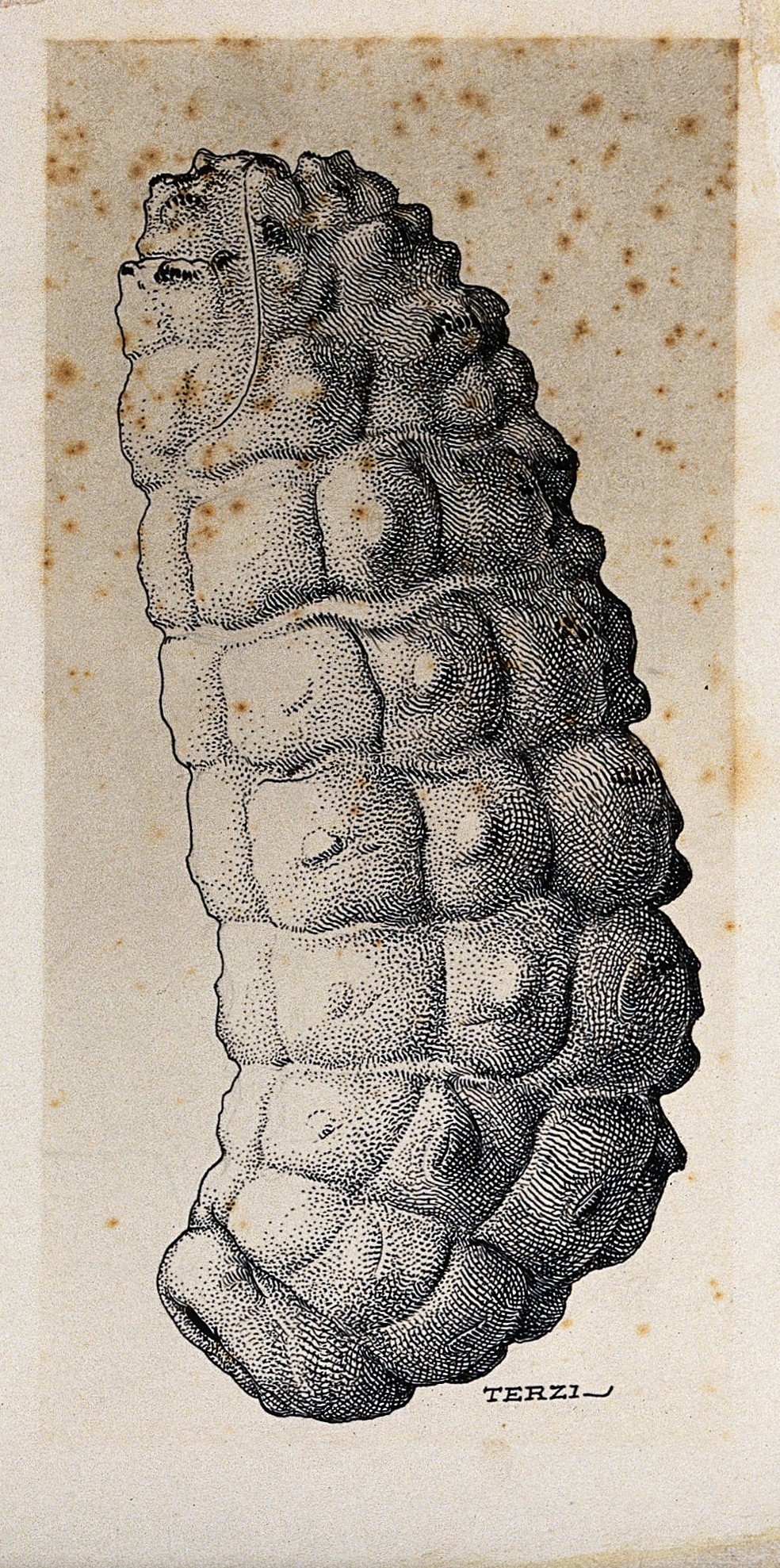
Larve.

Hypoderma bovis est une espèce de mouche parasite de la famille des Oestridae. Elle est principalement connue pour son rôle en tant que parasite des bovins. L’adulte ressemble à une mouche commune, mais c’est à l’état larvaire que cette espèce a le plus d'impact, en provoquant des maladies parasitaires chez les animaux infectés.
Les larves se développent sous la peau des bovins, provoquant des lésions, des inflammations, et parfois des pertes économiques importantes dans l'industrie agricole.

## Cycle de vie
Le cycle complet prend généralement une année. Il se déroule selon les étapes et stades suivants :
1. les femelles adultes pondent leurs œufs sur les poils des bovins, généralement sur les jambes ou l'abdomen ;
2. une fois écloses, les larves de premier stade pénètrent dans la peau et migrent dans le corps de l’hôte, atteignant souvent la région dorsale ;
3. les larves de second et troisième stade se développent sous la peau, formant des nodules visibles appelés « gouffres » ;
4. les larves tombent au sol pour se transformer en pupes ;
5. après une période de pupaison, les adultes émergent et le cycle recommence.

## Répartition
Hypoderma bovis est largement répandue dans l'hémisphère nord, notamment en Europe, en Asie et en Amérique du Nord. Elle est associée aux régions d'élevage bovin.

## Systématique
Le nom valide complet (avec auteur) de ce taxon est Hypoderma bovis (Linnaeus, 1758).
L'espèce a été initialement classée dans le genre Oestrus sous le protonyme Oestrus bovis Linnaeus, 1758.
Ce taxon porte en français les noms vernaculaires ou normalisés suivants : hypoderme du bœuf,, hypoderme rayé, œstre du bœuf, varron.
Hypoderma bovis a pour synonymes :
- Hypoderma bellieri Bigot, 1862
- Oestrus bovis Linnaeus, 1758

## Impact économique et vétérinaire
L’infestation par Hypoderma bovis (hypodermose bovine) entraîne :
- une diminution de la production de lait et de viande ;
- une dégradation de la qualité des peaux (nodules cutanés) ;
- des réactions inflammatoires et du stress chez les animaux.

Le contrôle de ce parasite est donc essentiel dans les élevages. Les traitements incluent l'utilisation d'antiparasitaires et des mesures de prévention comme l’élimination des mouches adultes.

## Traitement et prévention
Le traitement et la prévention contre cette espèce passent par :
- des traitements antiparasitaires tels que l’ivermectine et d’autres agents similaires pour éliminer les larves ;
- la gestion des pâturages pour réduire l'exposition des bovins aux œufs et aux mouches adultes ;
- la surveillance vétérinaire pour identifier et traiter rapidement les animaux infestés.